# The March (musikalbum av Unearth)
The March är det amerikanska metalcorebandet Unearths fjärde studioalbum, utgivet i oktober 2008 på Metal Blade Records. Skivan släpptes också med bonus-DVD med en inspelningsdokumentär, samt i Japan.
Albumet producerades albumet av Adam Dutkiewicz (Killswitch Engage) och mixades och mastrades av Andy Sneap. Travis Smith svarade för omslag och albumkonst. Det är bandets enda skiva med trummisen Derek Kerswill, som ersatte Mike Justian.
The March tog sig upp på 45:e plats på Billboard 200-listan.
Tre musikvideor spelades in från albumet: "My Will Be Done", "Crow Killer" och "Grave of Opportunity".

## Låtlista
1. "My Will Be Done" – 3:37
2. "Hail the Shrine" – 3:57
3. "Crow Killer" – 3:17
4. "Grave of Opportunity" – 3:53
5. "We Are Not Anonymous" – 3:03
6. "The March" – 3:29
7. "Cutman" – 3:12
8. "The Chosen" – 3:53
9. "Letting Go" – 4:43
10. "Truth or Consequence" – 4:10

Bonusspår på japanska utgåvan
1. "This Glorious Nightmare" (live)
2. "The Great Dividers" (live)

## Medverkande
Musiker
- Trevor Phipps – sång
- Buz McGrath – gitarr
- Ken Susi – gitarr
- John "Slo" Maggard – basgitarr
- Derek Kerswill – trummor

Produktion
- Adam Dutkiewicz – producent, inspelningstekniker
- Jim Fogarty – trumtekniker
- Andy Sneap – mixning, mastering
- Travis Smith – albumkonst
- Aaron Marsh – layout
- Phill Mamula – foto
- Chris Kabata – foto